# Апурины
Апурины — старинный русский дворянский род.
Первые летописные упоминания о дворянском роде этой фамилии датируются серединой XVII века. Костромским губернским дворянским депутатским собранием род Апуриных был записан во II часть дворянской родословной книги Костромской губернии Российской империи и был утверждён Герольдией Правительствующего Сената в древнем (столбовом) дворянстве.